# بينيديكتين
بينيديكتين (بالفرنسية: Bénédictine) هو ليكور (بالفرنسية: liqueur) مشروب كحولي من المُسكرات العشبية التي وضعتها الكسندر لو جراند في القرن ال 19، وتنتج في فرنسا في مدينة فيكامب في شمال فرنسا. كل زجاجة من بينديكتين عليها الأحرف الأولى D.O.M. على التسمية، والتي تعني على «ديو أوبتيمو ماكسيمو» («لله، أكثر جَودة، معظم وعظيم»). ويستخدم هذا الاختصار عادة في بداية وثائق النظام الديني البنيديكتيني كتكريس لعملهم.

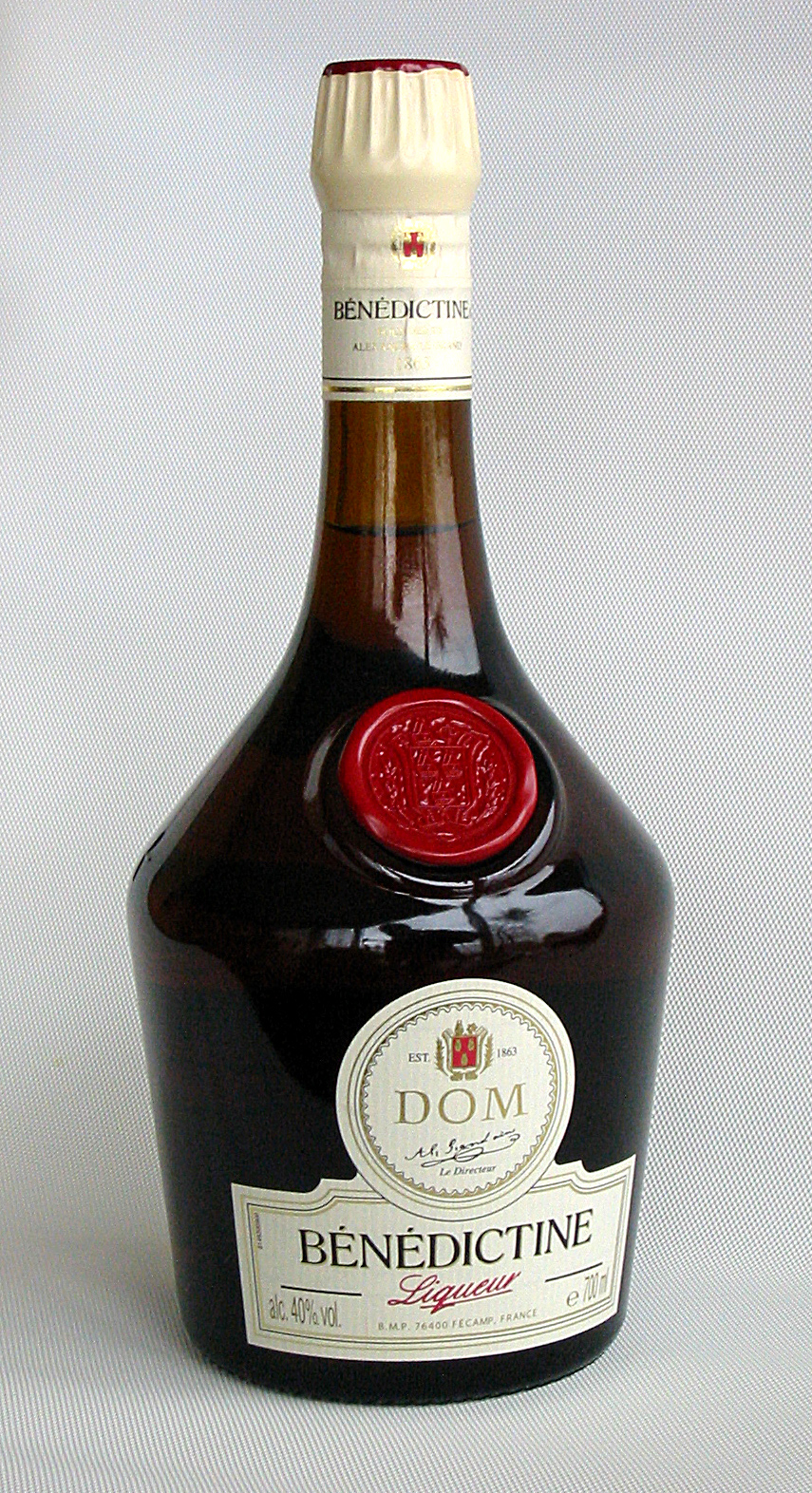
قنينة بينيدكتين وعليلها الأحرف المعروفة D.O.M.

## إنتاجها لأول مرة
وفقا للأسطورة وضع اكسير الصحة من قِبَل راهب البندقية، دوم برناردو فينسيلي في دَير مدينة فيكامب في عام 1510 في شَمال غرب فرنسا في إقليم النورماندي. وقد حظي الشراب بتقدير كبير من قبل الملك فرانسوا الأول. على مر السنين، ضاعت الوصفة الأصلية لتركيب هذا السائل، ثم وجِدَت في عام 1863 من قبل تاجر النبيذ، الكسندر لو جراند.

## التصنيع

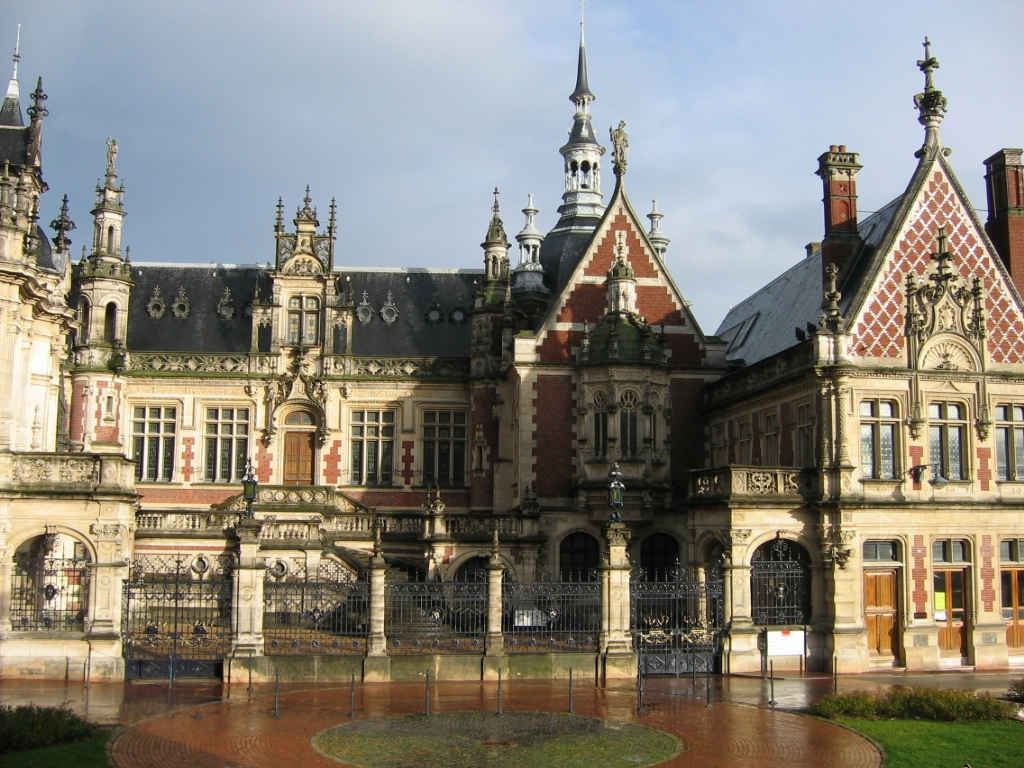
قصر بينيدكتين في مدينة فيكامب شمال فرنسا

بدأ ألكسندر لو كراند إنتاجه الصناعي لهذا الليكور من خلال بناء «قصر/ مصنع» على النمط القوطي الجديد والنهضة الجديدة، التي صممها المهندس المعماري كميل ألبرت، وهو الآن قصر بينديكتين.
النجاح الفوري للبنديكتين، الذي يصل إنتاجه إلى ما يقارب 150,000 زجاجة سنوياً، وفي عام 1873 أجبر مُنتجه على مكافحة الإنتاج المزور. وأودع اسم بينديكتين كعلامة تجارية في وقت مبكر من عام 1875.

## المكونات

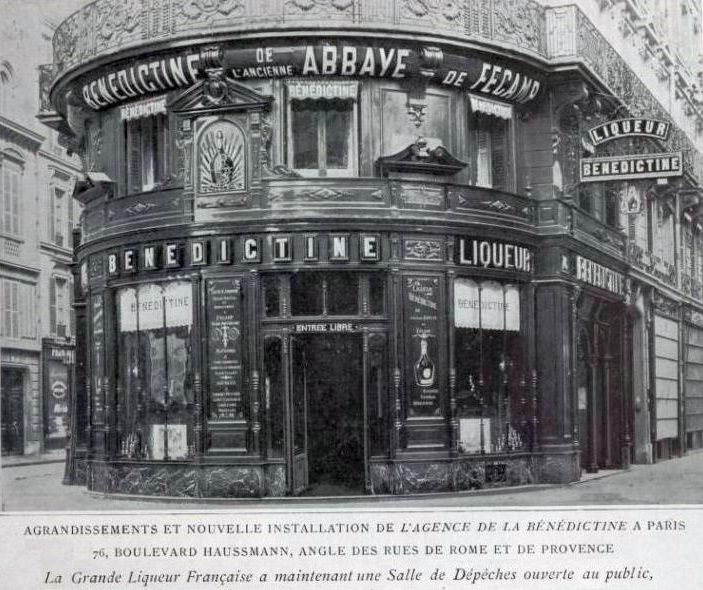
متجر البيع في باريس في كانون الأول/ ديسمبر عام 1905)

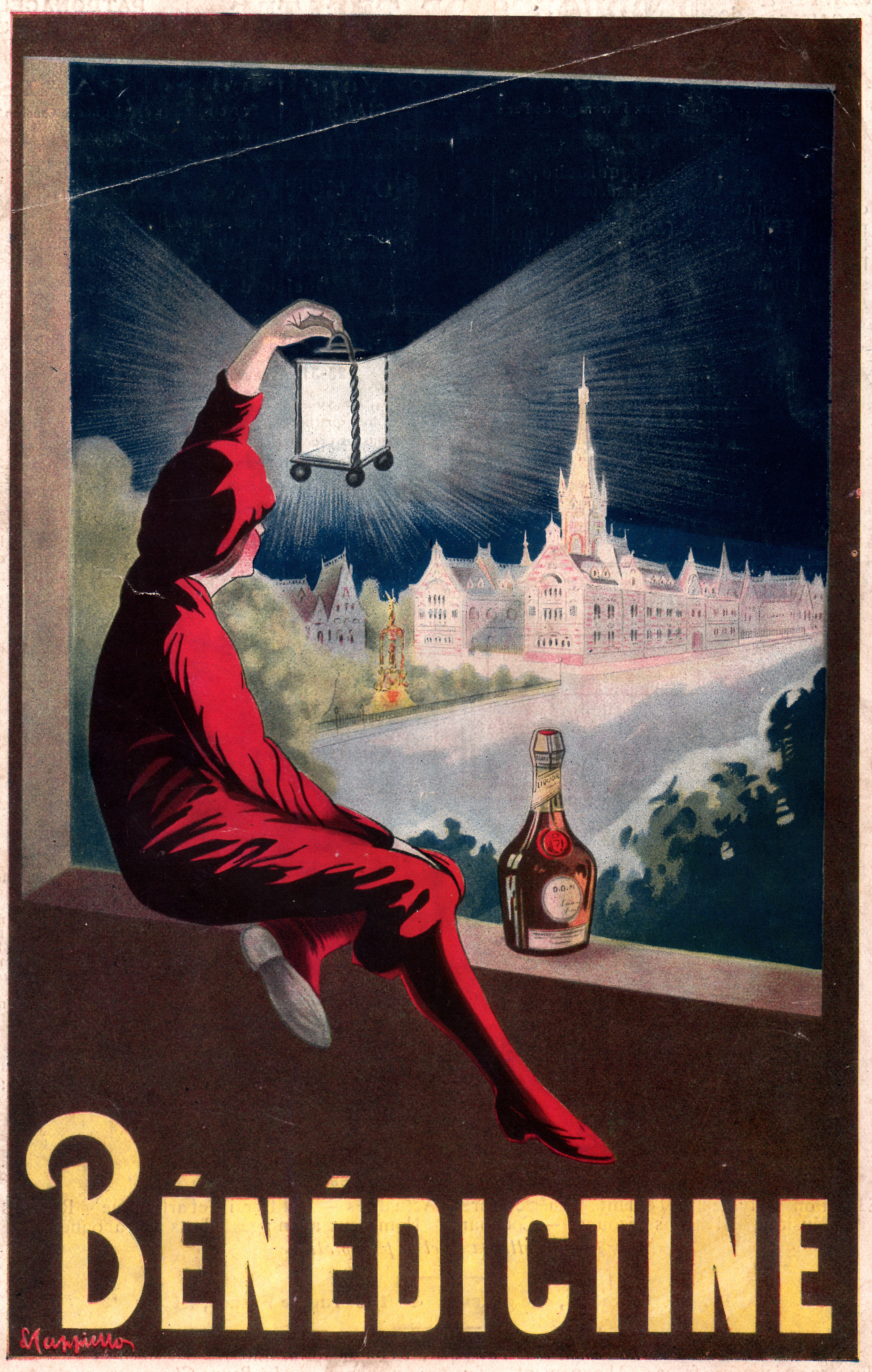
ملصق للبينيديكتين وهو أحد دعايات المشروب في عام 1908

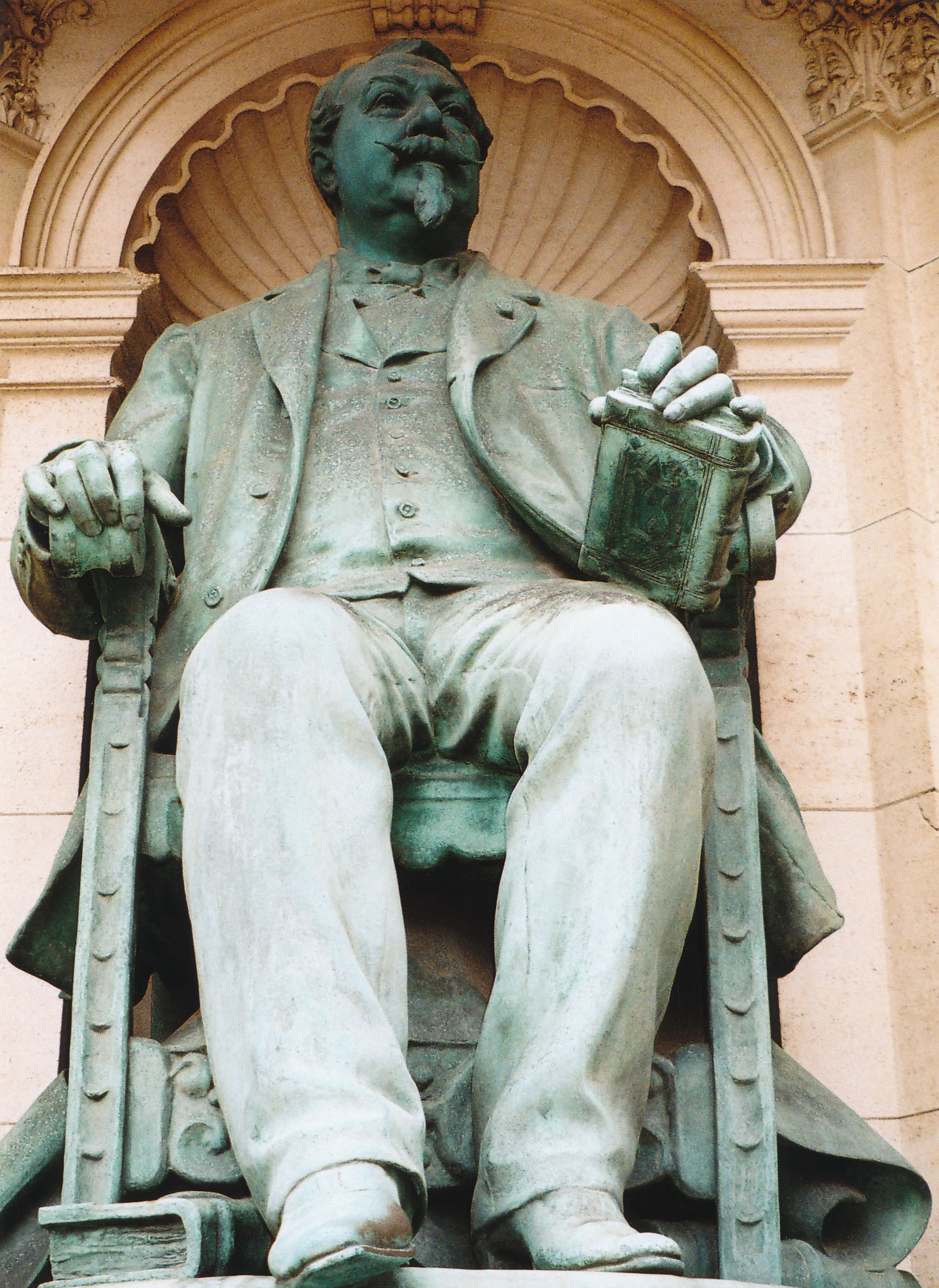
تمثال لألكسندر لو غراند في قصر البينيديكتين في مدينة فيكامب

يتكون سائل البنيديكتين من سائل كحولي كالويسكي مثلاً مع عسل أو سكر يالإضافة إلى 27 نوع من التوابل الشرقية والنباتات المحلية بما في ذلك انجليكا، الزوفا، العرعر، المر، الزعفران، صولجان، زهرة التنوب، الألوة، أرنيكا، بلسم الليمون، الشاي، الزعتر، الكزبرة، القرنفل، الليمون، الفانيليا، البرتقال الحمض، العسل، التوت الأحمر، القرفة وجوزة الطيب؛ فمن 40٪ الكحول.
لا تزال الوصفة الحالية سرّية وهناك ثلاث نسخ مخبأة في ثلاثة أماكن مختلفة على هذا الكوكب. الأواني النحاسية التي يمكن للزائر رؤيتها في المبنى هي تلك التي تعود أصلا إلى وقت الإسكندر الأكبر، والتي لا تزال تُستخدم إلى اليوم للتقطير. ليونة المنتج النهائي يتطلب عدة عمليات من التقطير وحوالي سنتين من التعتيق في برميل البلوط، وتقع دائما في قصر دي فيكامب. التعبئة من ناحية أخرى، يتم الآن في مصنع مجموعة باكاردي مارتيني في بوكير، غارد.